# Orosz farkas
Az orosz farkas (Canis lupus communis), a szürke farkas (Canis lupus) eurázsiai alfaja.
Oroszország középső részén él.